# Amanikhatashan
Amanikhatashan était une reine souveraine du royaume de Koush, dans la Nubie antique, l'actuel Soudan. Elle règne sur le pays d'environ 62 à environ 85 de notre ère. Elle avait le titre de candace. Sa pyramide a été retrouvée à Méroé.
Elle est surtout connue pour la cavalerie qu'elle a envoyés en renfort à l'empereur romain Titus pendant la première guerre judéo-romaine.
Elle est aussi la grande prêtresse de Nout, la déesse du ciel.

## Biographie

### Reine candace

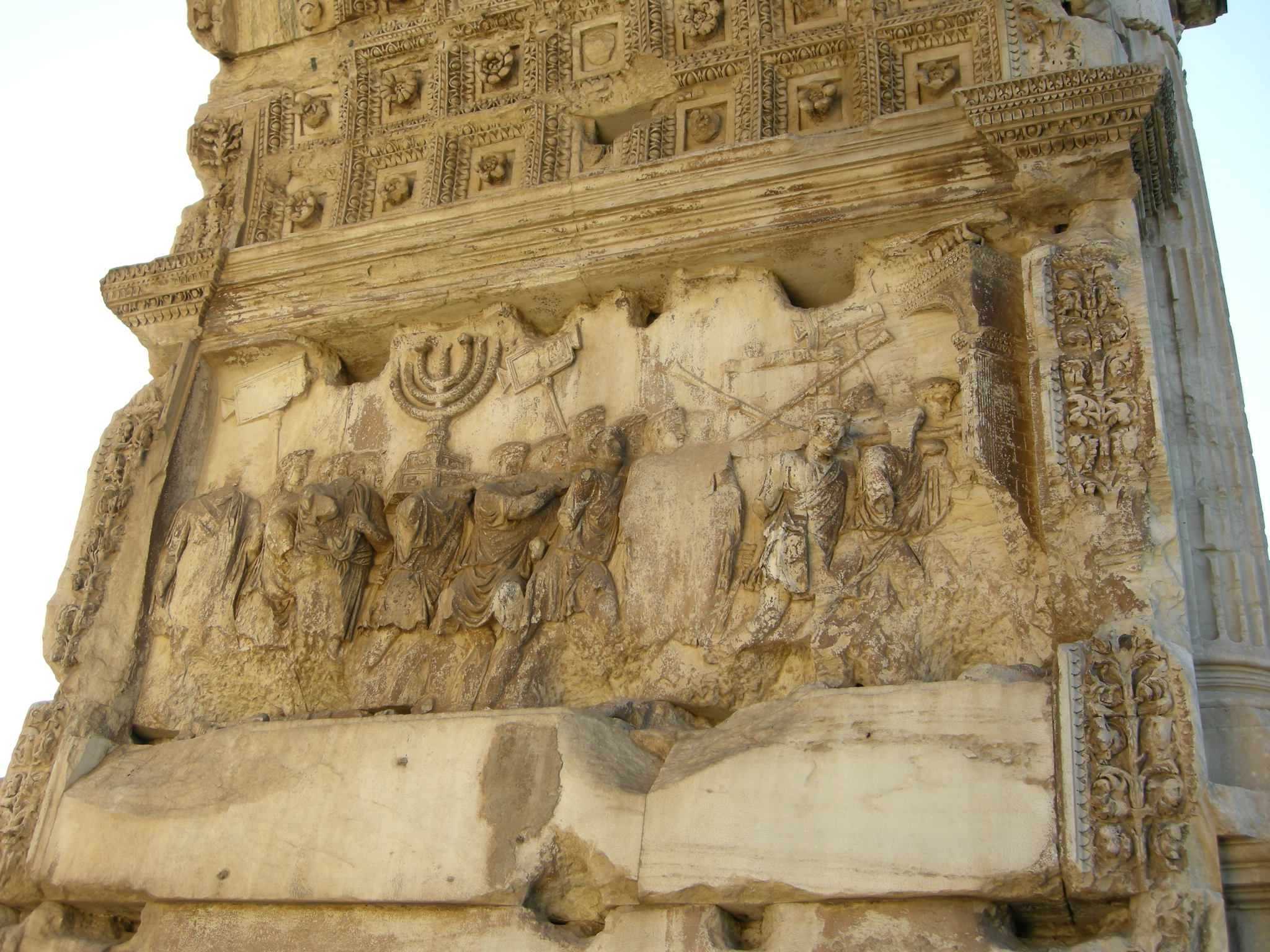
Le pillage de Jérusalem par les Romains, pendant la guerre.

La candace Amanikhatashan règne sur le royaume de Koush à partir de 62 environ, succédant au roi Amanitenmemide qui régnait depuis environ l'an 50. Elle règne jusque vers 85 de notre ère,,,.
Elle est une des candaces qui occupent régulièrement le trône depuis deux siècles. Sa pyramide a été retrouvée sur le site de sa capitale Méroé, dans l'actuel Soudan.
Amanikhatashan est célèbre pour avoir envoyé sa cavalerie koushite pour aider Titus, l'empereur romain, pendant la première guerre judéo-romaine de 66 à 73.
L'envoi de sa cavalerie est avéré, mais elle probablement envoyé d'autres aides militaires, très probablement ses archers, légendaires pour leur efficacité. C'est d'ailleurs à cause de cette renommée qu'un des premiers noms égyptiens pour le pays de Koush était Ta-Sety (« Le pays de l'arc »).

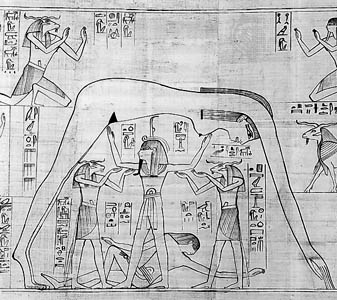
Elle est aussi la prêtresse de Nout.

Le reste de son règne n'a pas laissé de souvenir notable.

### Prêtresse de Nout
Sur le plan religieux, elle semble être la grande prêtresse de Nout, la déesse du ciel, comme le seront plus tard d'autres reines candaces. La déesse Nout personnifiait la voûte céleste, et était la mère des divinités égyptiennes primaires Osiris, Isis, Seth, Nephtys et Horus l'Ancien.
Malgré l'abandon progressif de l'écriture hiéroglyphique égyptienne chez les Koushites, ces dieux continuent à y être vénérés. Il est possible, mais sans certitude, qu'Amanikhatashan comme prêtresse de Nout est le personnage religieux le plus important de Méroé, en plus d'être candace.
Après la mort d'Amanikhatashan vers l'an 85, c'est le roi Teritnide qui lui succède à la tête du royaume.